# Ановка
Ановка (на украински: Ганнівка) е село в южна Украйна, административен център на Ановски селски съвет в Приазовски район на Запорожка област. Населението му е около 700 души (2001).
Разположено е на 32 m надморска височина в Черноморската низина, на 19 km северно от брега на Азовско море и на 50 km източно от град Мелитопол. Селото е основано през 1862 година от български преселници от преминалата на румънска територия част от Южна Бесарабия.